# SV Auersmacher
SV Auersmacher is een Duitse voetbalclub uit Kleinblittersdorf, Saarland en werd in 1919 opgericht. In 2011 degradeerde de club uit de Oberliga Südwest.

## Bekende (ex-)spelers
- Jonas Hector